# Лозовая (Черниговская область)
Лозовая (укр. Лозова) — село в Сосницком районе Черниговской области Украины. Население 41 человек. Занимает площадь 0,39 км².
Код КОАТУУ: 7424985303. Почтовый индекс: 16132. Телефонный код: +380 4655.

## Власть
Орган местного самоуправления — Лавский сельский совет. Почтовый адрес: 16132, Черниговская обл., Сосницкий р-н, с. Лавы, ул. Мира, 111б.